# K5 League Ulsan 2019
Die K5 League Ulsan 2019 war die erste Spielzeit als höchste Amateurspielklasse und die erste Spielzeit insgesamt im südkoreanischen Fußball gewesen. Die Saison begann im Mai und endete im Oktober. Anschließend folgten die Play-off-Spiele.

## Teilnehmer und ihre Spielstätten
| Team                 | Stadt                | Heimstadion                           | In der Liga seit     | Vorjahresplatzierung         |                      |
| K5 League Ulsan 2019 | K5 League Ulsan 2019 | K5 League Ulsan 2019                  | K5 League Ulsan 2019 | K5 League Ulsan 2019         | K5 League Ulsan 2019 |
| -------------------- | -------------------- | ------------------------------------- | -------------------- | ---------------------------- | -------------------- |
| Ulju Cheongnyang FC  | Ulju-gun             | Nongso-Sportplatz Ulsan-Ersatzstadion | 2019                 | Aufsteiger aus der K6 League |                      |
| Ulju Hanul FC        | Ulju-gun             | Nongso-Sportplatz Ulsan-Ersatzstadion | 2019                 | Aufsteiger aus der K6 League |                      |
| Junggu Art FC        | Ulsan-Jung-gu        | Nongso-Sportplatz Ulsan-Ersatzstadion | 2019                 | Aufsteiger aus der K6 League |                      |
| Ulsan Cetus FC       | Ulsan-Nam-gu         | Nongso-Sportplatz Ulsan-Ersatzstadion | 2019                 | Aufsteiger aus der K6 League |                      |
| Dong Ulsan FC        | Ulsan-Dong-gu        | Nongso-Sportplatz Ulsan-Ersatzstadion | 2019                 | Aufsteiger aus der K6 League |                      |
| Bukgu Weed FC        | Ulsan-Buk-gu         | Nongso-Sportplatz Ulsan-Ersatzstadion | 2019                 | Aufsteiger aus der K6 League |                      |

## Reguläre Saison
| Pl. | Verein                    | Sp. | S | U | N | Tore    | Diff. | Punkte |
| --- | ------------------------- | --- | - | - | - | ------- | ----- | ------ |
| 1.  | Dong Ulsan FC (N)         | 5   | 5 | 0 | 0 | 026:400 | +22   | 15     |
| 2.  | Ulsan Cetus FC (N)        | 5   | 4 | 0 | 1 | 017:110 | +6    | 12     |
| 3.  | Ulju Hanul FC (N)         | 5   | 3 | 0 | 2 | 021:140 | +7    | 09     |
| 4.  | Bukgu Weed FC (N)         | 5   | 1 | 1 | 3 | 009:210 | −12   | 04     |
| 5.  | Junggu Art FC (N)         | 5   | 0 | 1 | 4 | 006:260 | −20   | 01     |
| 6.  | Ulju Cheongnyang FC (N) 1 | 5   | 1 | 0 | 4 | 010:130 | −3    | 03     |

Zum 5. Spieltag:
Zum Saisonende 2018:

(N): Aufsteiger aus der K6 League
Anmerkung:

## Statistik

### Torschützenliste
Bei gleicher Anzahl von Treffern sind die Spieler alphabetisch geordnet.
| 01                           | Korea Sud |  |  |
| Stand: Vor Saisonbeginn 2019 |           |  |  |